# Kioxia
Die Kioxia Holdings Corporation ist ein internationaler Flash-Speicher- und Solid-State-Drive-Hersteller mit Hauptsitz in der japanischen Hauptstadt Tokio. Das Unternehmen ist der weltweit drittgrößte Hersteller von NAND-Flash-Speicherchips. 

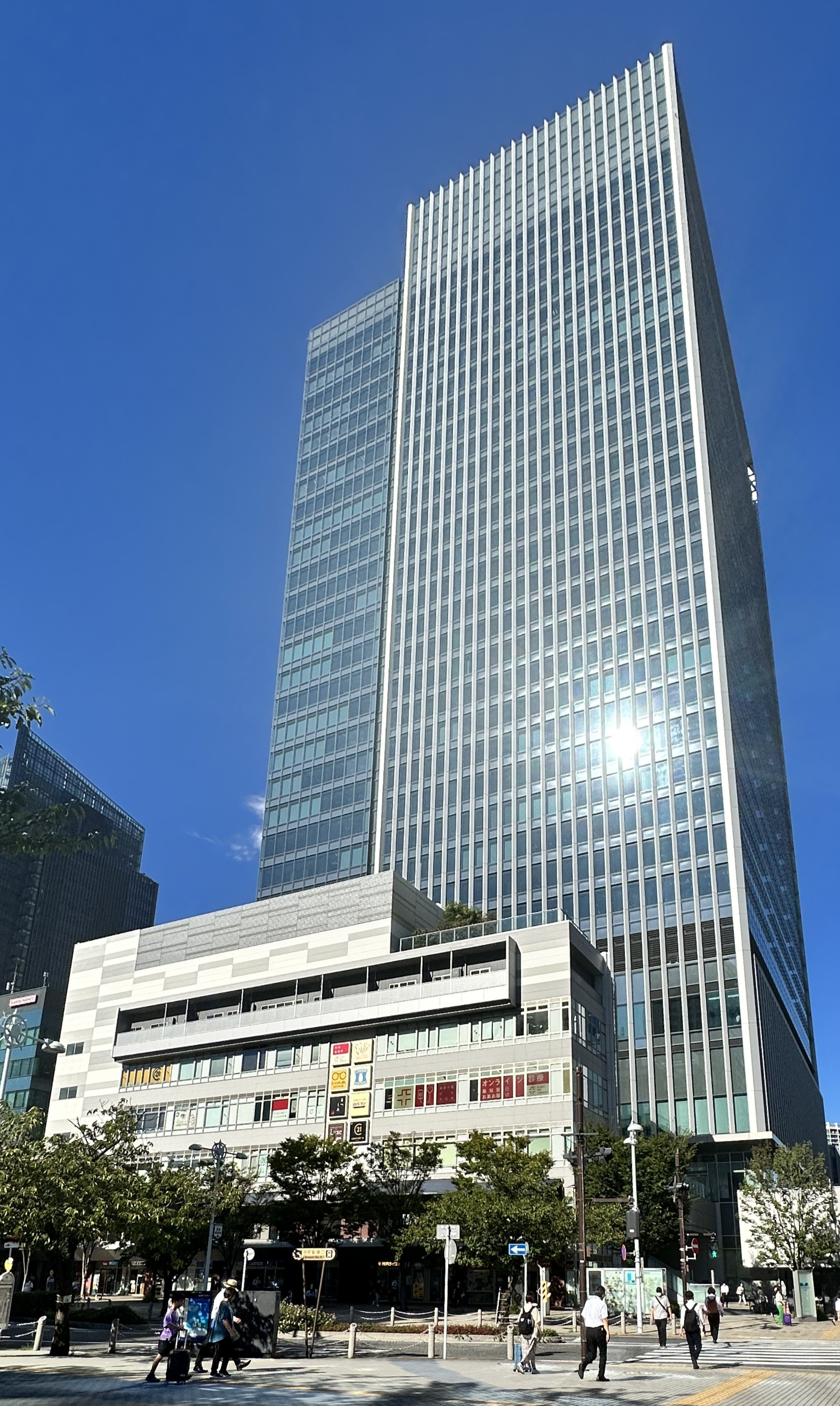
Kioxia Hauptquartier im Msb-Tamachi-Station-Tower-S in Minato (Tokio)

## Geschichte

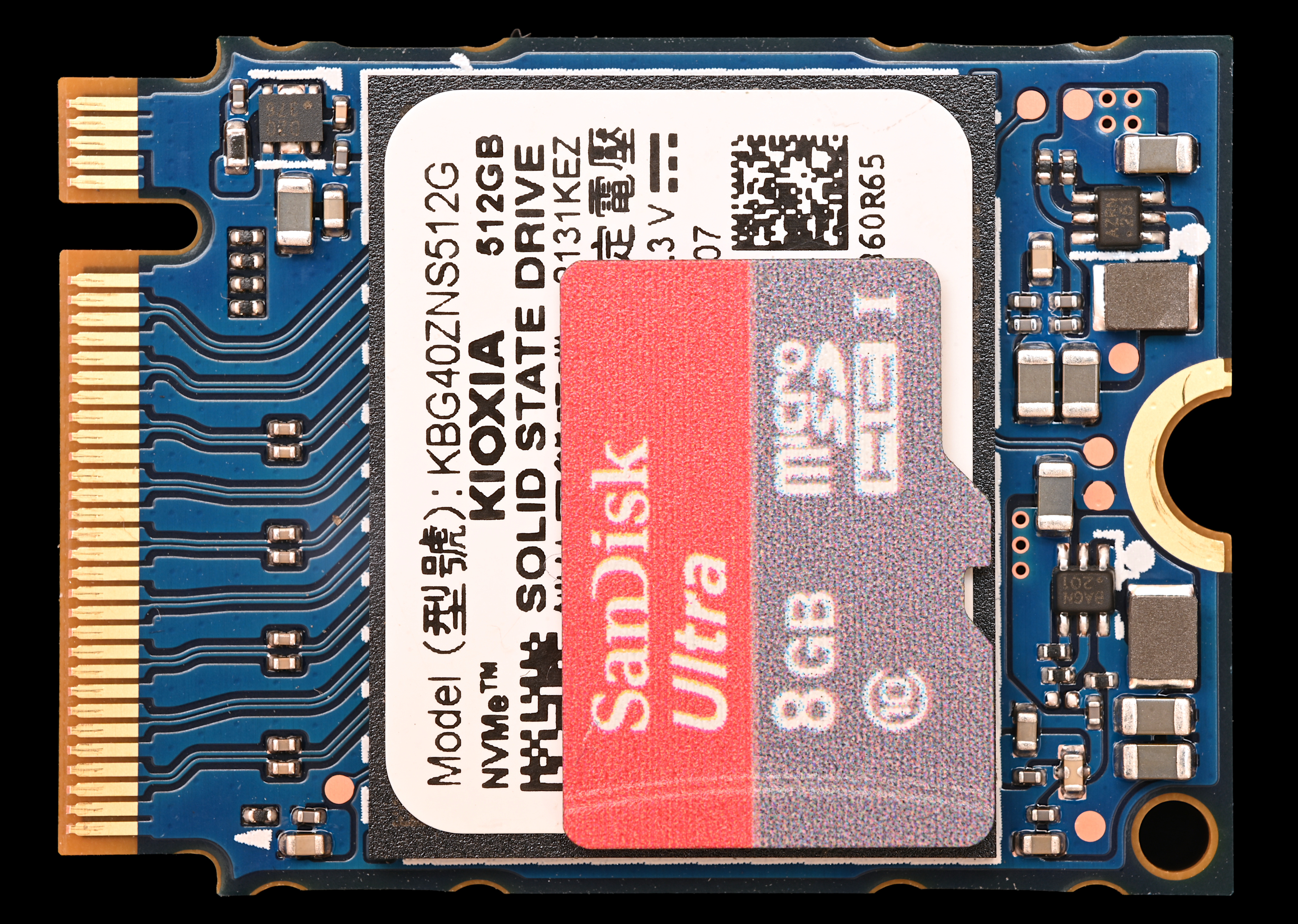
Kioxia-SSD im M.2-Format 2230 (im Vergleich mit einer Micro-SD-Karte)

Der japanische Konzern Toshiba hatte in den 1980er Jahren den Flash-Speicher erfunden und war damit in der Folgezeit sehr erfolgreich. Seit 1999 stellt man in einem Joint Venture mit SanDisk NAND-Flash-Speicherchips her. 2016 war die Halbleitersparte die profitabelste des Konzerns.
Mitte der 2010er Jahre war Toshiba nach einem Bilanzskandal und hohen Verlusten durch die Insolvenz der US-amerikanischen Tochter Westinghouse Electric Company, einem Hersteller von Kernkraftwerken, in finanzielle Probleme geraten. Um die hohen Verluste auszugleichen, spaltete Toshiba zum 1. Juni 2018 seine Halbleiter-Sparte Toshiba Memory ab und verkaufte sie für 18 Mrd. US-Dollar an ein Konsortium unter Führung von Bain Capital. An dem Konsortium waren u. a. SK Hynix, Apple, Dell Technologies, Seagate Technology und Kingston Technology beteiligt. Toshiba selbst kaufte im Rahmen des Deals 40 % der Anteile zurück.
Am 1. März 2019 wurde die Toshiba Memory Holdings Corporation als Muttergesellschaft der Toshiba Memory Corporation gegründet.
Die Unternehmen firmierten am 1. Oktober 2019 um zu Kioxia Memory Holdings Corporation bzw. Kioxia Memory Corporation. Kioxia ist ein Kofferwort und setzt sich aus kioku (japanisch 記憶 für Erinnerung, Memory) und axia (griechisch αξία für Wert) zusammen.
2020 übernahm Kioxia vom taiwanischen Elektronikhersteller Lite-On dessen SSD-Sparte inklusive der (später eingestellten) Marke Plextor.
Im Dezember 2024 wurde Kioxia als weltweit drittgrößter Hersteller von NAND-Flash-Speicherchips an die Börse in Tokio gebracht.

## Fabriken
Kioxia verfügt über zwei Fabriken in Yokkaichi in der Präfektur Mie und Kitakami in der Präfektur Iwate, beide auf der japanischen Hauptinsel Honshū.

## Aktionärsstruktur
Die größten Anteilseigner sind (Stand 31. März 2025):
| Unternehmen  | Anteil  |
| ------------ | ------- |
| Bain Capital | 51,11 % |
| Toshiba      | 30,50 % |
| Hoya         | 3,00 %  |